# Duta australica
Duta australica är en stekelart som först beskrevs av Alan Parkhurst Dodd 1913.  Duta australica ingår i släktet Duta och familjen Scelionidae. Inga underarter finns listade i Catalogue of Life.